# تلوماچ
شهر تلوماچ (به روسی: Тлумач) در استان ایوانو فرانکیسوک در کشور اوکراین واقع شده‌است. جمعیت این شهر ۸٬۸۳۱ نفر است.